# Apolysis puberulus
Apolysis puberulus är en tvåvingeart som först beskrevs av Hesse 1975.  Apolysis puberulus ingår i släktet Apolysis och familjen svävflugor. Inga underarter finns listade i Catalogue of Life.